# Rodolfo Falzoni
Rodolfo Falzoni, né le 10 septembre 1925 et mort le 18 mars 2002, est un coureur cycliste italien professionnel de 1951 à 1953. Il a gagné une étape du Tour d'Italie en 1951.

## Palmarès
- 1950
  - Trophée Mauro Pizzoli
  - 3e de Milan-Rapallo
- 1951
  - 3e étape du Tour d'Italie
  - 6e de Milan-San Remo
- 1952
  - 5e de Milan-San Remo

## Résultats sur les grands tours

### Tour d'Italie
- 1951  : 69e, vainqueur de la 3e étape
- 1952  : 62e